# Democrinus chuni
Democrinus chuni is een haarster uit de familie Bourgueticrinidae.
De soort werd voor het eerst verzameld voor de kust van Oost-Afrika, op een diepte tussen de 1600 en 1700 meter tijdens de Erste Deutsche Tiefsee Expedition met het stoomschip Valdivia (ook wel bekend als de Valdivia-Expedition) in de jaren 1898-99. Door Ludwig Döderlein werd ze beschreven als Rhizocrinus chuni. De soort is vernoemd naar Carl Chun, hoogleraar zoölogie in Leipzig, en wetenschappelijk leider van de expeditie. Doordat de publicatie van het wetenschappelijk verslag van de expeditie op zich liet wachten tot 1912, verschenen de naam en de eerste beschrijving van de soort in 1907 in het verslag van de Siboga-expeditie.